# Río Ybbs
El río Ybbs es un corto río de Austria que discurre por el estado de Baja Austria. El nombre de Ybbs también se utiliza para referirse a la pequeña ciudad de Ybbs an der Donau.
El nacimiento del río se encuentra en el paso de Zellerrain cerca de Mariazell. En su zona inicial al río se le llama Weiße Ois, después desde la frontera entre Baja Austria y Estiria hasta Lunz am See se llama Ois, y desde ahí hasta la desembocadura en el Danubio en Ybbs an der Donau, el Ybbs. 
El Ybbs tiene un curso fuerte con meandros y fluye por unos 130 km desde el sur en dirección norte a través del valle del Ybbs o Ybbstal. A lo largo de su recorrido hay multitud de plantas metalúrgicas y madereras.
Las poblaciones más importantes a lo largo del Ybbs son Lunz am See, Göstling an der Ybbs, Hollenstein an der Ybbs, Opponitz, Ybbsitz, Waidhofen an der Ybbs, Amstetten, e Ybbs an der Donau.